# Classe Balilla
La classe Balilla era una classe di sommergibili della Regia Marina costruiti in 4 esemplari ed entrati tutti in servizio a partire dal 1928. Erano della tipologia di sommergibile «a doppio scafo totale» e di dimensioni notevoli per l'epoca; avevano buone caratteristiche di tenuta del mare e una discreta manovrabilità in immersione, anche se avevano alcuni difetti inevitabili in quella che fu la prima classe di sommergibili oceanici della Regia Marina. Oltre alle quattro unità per l'Italia ne fu costruita una quinta, l'Humaytà, per la Marina del Brasile.

## Unità

### Balilla
Nel 1933, unitamente al Millelire, attraversò l'Atlantico in appoggio alla Crociera aerea del Decennale. Nel 1936 prese parte alla guerra di Spagna, senza cogliere alcun risultato.
Ormai vecchio e usurato, all'inizio della seconda guerra mondiale compì tre sole ed infruttuose missioni offensive.
Destinato alla Scuola Sommergibili di Pola dopo l'agosto 1940, prestò servizio per questa sino al 28 aprile 1941, quando fu disarmato.
Trasformato in bettolina combustibili con denominazione GR. 247, fu radiato nel 1946 e demolito nel dopoguerra.

### Antonio Sciesa
Nel 1933 effettuò la circumnavigazione dell'Africa insieme al Toti. Partecipò infruttuosamente alla guerra di Spagna, nel novembre 1936.
Durante il secondo conflitto mondiale, dal giugno al dicembre 1940, svolse 4 missioni offensive, prive di risultati, e 2 di trasferimento. Disarmato dal marzo 1941 al maggio 1942, fu rimesso in servizio per essere impiegato in missioni di trasporto: ne svolse 6, con il trasporto in tutto di 369 tonnellate di materiali.
Il 6 novembre 1942 fu colpito da un attacco aereo a Bengasi, venendo messo fuori uso e perdendo 23 uomini. Il relitto fu autodistrutto sei giorni dopo, all'abbandono della città.

### Domenico Millelire
Nel 1933, insieme al Balilla, effettuò una traversata dell'Atlantico a sostegno della Crociera aerea del Decennale. Nel 1936 partecipò infruttuosamente alla guerra di Spagna.
All'inizio del secondo conflitto mondiale, ormai obsoleto, svolse in tutto 11 missioni di guerra percorrendo circa 5000 miglia.
Assegnato nel corso del 1941 alla Scuola Sommergibili di Pola, svolse per essa attività addestrativa fino al 15 aprile 1941, data del suo disarmo.
Convertito in bettolina carburanti e pontone di carica con contrassegno GR. 248, a fine guerra fu trovato affondato a Palermo.
Recuperato e radiato nel 1946, fu usato come deposito di lattice dalla Pirelli sino al 1977, quando fu demolito.

### Enrico Toti
Nel 1933 circumnavigò l'Africa insieme allo Sciesa. Tre anni dopo prese parte alla guerra di Spagna senza cogliere risultati.
All'inizio della seconda guerra mondiale, ormai superato, svolse tre sole missioni offensive; in una di queste, il 15 ottobre 1940, affondò, dopo un violento scontro, il sommergibile britannico Triad.
Dal marzo al giugno 1942 svolse 93 missioni addestrative per conto della Scuola Sommergibili di Pola.
Dal giugno 1942 all'aprile 1943 fu impiegato nel trasporto di rifornimenti, svolgendo quattro missioni di questo tipo per un totale di 194 t di materiali trasportati.
Fu impiegato come pontone di carica sino al 18 ottobre 1946, data della sua radiazione cui fece seguito la demolizione.